# Apatan
Apatan war ein Volumenmaß auf den Philippinen.
- 1 Apatan = 1/4 Chupa = 0,094 Liter[1] auch = 0,0999 Liter nach[2]
  - 1 Chupa ≈ 0,375 Liter